# Princé
Princé é uma comuna francesa na região administrativa da Bretanha, no departamento Ille-et-Vilaine. Estende-se por uma área de 12,36 km². Em 2010 a comuna tinha 393 habitantes (densidade: 31,8 hab./km²).